# Ammersee-Kaulbarsch
Der Ammersee-Kaulbarsch (Gymnocephalus ambriaelacus) ist ein Echter Knochenfisch aus der Familie der Echten Barsche. Er lebt endemisch im Ammersee und wurde erst im Jahr 2010 als eigene Art beschrieben. Der Artzusatz ambriaelacus bezieht sich auf „See in der Ammer Region“, historisch wurde der Ammersee Ambriae lacus genannt (Graesse 1909). Ambriae ist das latinisierte keltische Wort für Ammerregion (ambro) und lacus das lateinische Wort für See.

## Merkmale
Dem Studenten Matthias Geiger war 2005 aufgefallen, dass Kaulbarsche aus dem Ammersee größere Augen, eine andere Zeichnung und andere Proportionen haben als die Nominatform der Gattung Gymnocephalus, der (Gemeine) Kaulbarsch (Gymnocephalus cernua). Auch genetische Untersuchungen erhärteten dann die 2010 publizierte, mittlerweile von der Fachwelt akzeptierte Auffassung, es handle sich um eine eigene Art.
Der Ammersee-Kaulbarsch erreicht knapp 12 cm Länge. Die Färbung ist silbrig hellgrau. Die teils gelblichen Flossen weisen Fleckenserien auf. Er unterscheidet sich vom (Gemeinen) Kaulbarsch durch einen höheren Rücken, statistisch eine etwas längere Rückenflosse (D1 15 statt 14), größere Augen und nur kleine dunkle Flecken ohne Muster. Vom Donaukaulbarsch (Gymnocephalus baloni) unterscheidet er sich durch etwas größere Augen, einen etwas niedrigeren Schwanzstiel, mehr P-Flossenstrahlen (15 statt 13) und ein steileres Kopfprofil.
Der Ammersee-Kaulbarsch hat 37 Seitenlinienschuppen (zwei weniger als Schrägreihen).
Wie bei allen Kaulbarschen laufen die Kopfseitenlinien nicht in Knochenröhren, sondern in -rinnen, die außen nur von dünner Haut bedeckt sind – damit kann der Fisch auch in der Nacht, ohne Sicht, Nahrung vom Grund aufspüren.
Flossenformel: D1 XII–XV, D2 I/10–12, A II/5–6.

## Lebensraum
Diese Art wurde bisher nur im Ammersee gefunden. Der See entstand während der Würm-Kaltzeit (nach der Erstbeschreibung 115.000 bis 10.000 bp) und füllte sich mit Schmelzwasser vor 10.000 Jahren. In der Amper scheint es nach Effenberger et al. (2021) zu Überschneidungen des Vorkommens mit dem des Donaukaulbarsches zu geben. Ob Hybride aus beiden Arten hervorgehen oder der Ammersee-Kaulbarsch eine Seepopulation des Donaukaulbarsch ist, ist nach Effenberger et al. unklar.
Wahrscheinlich rezent durch sorglose Angler eingeschleppt, kommt jetzt auch der Gemeine Kaulbarsch Gymnocephalus cernua im Ammersee vor.

## Lebensweise
Der Fisch laicht in Ufernähe (in ca. 3 – 5 m Tiefe) im Mai. Die Eier treiben oder sinken zum Sandgrund. Sie haften aber kaum auf dem Boden an.

## Verwandtschaft mit anderen Arten
Der Ammersee-Kaulbarsch ist ein Schwestertaxon zum Donaukaulbarsch, mit diesem ist er näher verwandt als mit dem Kaulbarsch (Gymnocephalus cernua). Nach Mitochondrial und Kern-DNA Daten muss sich der Ammersee-Kaulbarsch aus einem Donaukaulbarsch verwandten Stamm entwickelt haben.